# Johnstown (city w stanie Nowy Jork)
Johnstown – miasto w Stanach Zjednoczonych, w stanie Nowy Jork, ośrodek administracyjny hrabstwa Fulton.